# Safe Cracker
Safe Cracker es una máquina de pinball con temática de asalto de Bóvedas bancarias diseñada por Pat Lawlor, y distribuida por Midway (bajo la marca Bally). Fue creada en 1996. Se fabricaron unas 1148 unidades.

## Descripción
Safe Cracker se diferencia de un juego de pinball estándar en que el jugador juega contra el reloj en lugar de tener una cierta cantidad de bolas disponibles, teniendo la oportunidad de acumular más tiempo incluso si este se agota (muerte súbita). El juego continúa mientras el jugador mantenga la bola en el campo de juego, y este termina cuando pierde la bola durante la muerte súbita.
El juego se divide en dos áreas de juego:
- El campo de juego de pinball tiene numerosos objetivos, cuya finalización permitirá la entrada al banco a través de la azotea, el sótano o la puerta principal.
- Una vez que el jugador ha entrado en el banco, el juego cambia a un juego de mesa que tiene lugar en el cristal trasero, cuyas casillas contienen tanto bonificaciones como trampas. Usando los botones de flippers para tomar decisiones, el jugador gira un dial que está numerado del 1 al 5 y mueve su pieza por el tablero mientras es perseguido por el guardia de seguridad que lanza un dado de seis caras. El objetivo de esta parte del juego es avanzar al centro del tablero de juego (donde se encuentra la bóbeda) antes de ser atrapado por el guardia, y, evitando las trampas. Si el jugador tiene éxito, el juego expulsará una "ficha mágica" de la bóveda del banco para que el jugador la atrape mientras rueda por el cristal del campo de juego.

Una vez que el jugador ha terminado con el juego normal, puede depositar su "ficha mágica" en la ranura de fichas de la máquina para activar un modo de juego especial llamado "Asalto a la bóveda". En este frenético modo multibola de 4 bolas ilimitadas, el jugador tiene 90 segundos para acertar la mayor cantidad posible de objetivos para irrumpir en la bóbeda del banco. El juego termina al agotarse el tiempo.

## Versiones digitales
Safe Cracker está disponible como una mesa con licencia de Pinball FX 3 para varias plataformas, y anteriormente disponible para The Pinball Arcade.